# Археоастрономия
Археоастрономията (др.гр. ἀρχη – начало, αστρον – звезда и νόμος – закон) е научна дисциплина, изучаваща древни паметници и артефакти в светлината на астрономическите познания, засвидетелствани в тях.Типични изучавани обекти са паметници с ориентация, отговаряща на наблюдаеми астрономически феномени, календари, знаци, съответстващи на звездни конфигурации, и др.
В 2010 г. ЮНЕСКО публикува документ, очертаващ мястото на астрономическото и археоастрономическото наследство като част от световното културно наследство.
Археоастрономията е сравнително нова наука, която изучава астрономичните познания на отдавна изчезнали цивилизации по мегалитни и други паметници и съоръжения, етнографски материали и фолклора. Среща се и под наименованието астроархеология, а също така и палеоастрономия. Редица съвременни астрономични теории – за избухващите звезди, за дългопериодичните минимуми и максимуми (хронологията) на слънчевата активност, черпят доказателства от археоастрономията.
Важни идеи за астрономичното предназначение на мегалитните паметници формулира Дж. Локиер. Неговите изследвания са забележителни с остроумните опити да се определи епохата на построяване на мегалитни съоръжения с астрономични средства. Истински подем в археоастрономията настъпва през 1960-те години в резултат на активните изследвания на американеца Дж. Хоукинс, англичаните Ал. Том и Фр. Хойл и др.
Методите на археоастрономията са разнообразни – археологични, астрономични, физични, климатоложки, етнографски и др. Проблемите ѝ са тясно свързани с тези на общата наука, с археологията и етнографията. Като използва най-големите научни открития на XX в., тя стига до извода, че много от древните паметници и съоръжения са служили на хората от неолита (7000 – 2000 г. пр.н.е.) и ранната бронзова епоха (4000 – 1000 г. пр.н.е.) не само за култови цели, но и като места, където се създавала своеобразна геометрия, правили са се системни наблюдения на Слънцето и Луната и са се разработвали сложни методи за предсказване на лунните затъмнения.
В България археоастрономични изследвания са проведени в района на с. Татул, Хасковска област, горско стопанство „Беслет“ (Западни Родопи) и др.
Първото такова изслведване на скално-култовия комплекс край с. Татул (сега намиращо се в Кърджалийска област) е извършено от екип на Историческия музей и Астрономическата обсерватория в Кърджали. Един от ръководителите на екипа е създателят и впоследствие директор на Астрономическата обсерватория Славей Златев, който неслучайно е считан за един от основоположниците на новата научна дисциплина Археоастрономия в България.